# Temelucha interruptor
Temelucha interruptor är en stekelart som först beskrevs av Johann Ludwig Christian Gravenhorst 1829.  Temelucha interruptor ingår i släktet Temelucha och familjen brokparasitsteklar. Arten är reproducerande i Sverige. Inga underarter finns listade i Catalogue of Life.